# 兴隆街道 (成都市)
兴隆街道，原为兴隆镇，是中华人民共和国四川省成都市双流区下辖的一个乡镇级行政单位。2019年12月，撤镇设街道，兴隆街道办事处驻正街53号。

## 行政区划
兴隆街道下辖以下地区：
兴隆场社区、保水村、宝塘村、跑马埂村、三根松村、天明村、廖皇寺村、刘家坝村、斑竹村、瓦窑村和罗家店村。